# Copa das Nações UNCAF de 1993
Foi a segunda edição do torneio, realizado pela UNCAF

## Fase Preliminar
| Equipe 1  | Total | Equipe 2   | 1.º jogo | 2.º jogo |
| --------- | ----- | ---------- | -------- | -------- |
| Nicarágua | 0-8   | Costa Rica | 0-6      | 0-2      |

| 16 de Fevereiro 1993 | Nicarágua | 0 - 6 | Costa Rica                                                   | Nicarágua Público: Árbitro : |
|                      |           |       | Astua 13' 42' · Rodriguez 37' · Arguedas 60' · Gomez 61' 78' |                              |

| 19 de Fevereiro 1993 | Costa Rica                   | 2 - 0 | Nicarágua | Costa Rica Público: Árbitro: |
|                      | Rodriguez 27' · Paniagua 40' |       |           |                              |

## Fase Final
| Time        | Pts | Col | V | E | D | GF | GC | SG |
| ----------- | --- | --- | - | - | - | -- | -- | -- |
| Honduras    | 6   | 3   | 3 | 0 | 0 | 7  | 0  | +7 |
| Costa Rica  | 4   | 3   | 2 | 0 | 1 | 3  | 2  | +1 |
| Panamá      | 1   | 3   | 0 | 1 | 2 | 1  | 5  | -4 |
| El Salvador | 1   | 3   | 0 | 1 | 2 | 1  | 5  | -4 |

| 5 de Março 1993 | El Salvador | 0 - 1 | Costa Rica | Estadio Tiburcio Carias Andino Tegucigalpa, Honduras Público: Árbitro : |
|                 |             |       | Gomez 67'  |                                                                         |

| 5 de Março 1993 | Honduras               | 2 - 0 | Panamá | Estadio Tiburcio Carias Andino Tegucigalpa, Honduras Público: Árbitro: |
|                 | Castro 11' · Suazo 87' |       |        |                                                                        |

| 7 de Março 1993 | Panamá     | 1 - 1 | El Salvador | Estadio Tiburcio Carias Andino Tegucigalpa, Honduras Público: Árbitro: |
|                 | Ortega 83' |       | Arce 48'    |                                                                        |

| 7 de Março 1993 | Honduras              | 2 - 0 | Costa Rica | Estadio Tiburcio Carias Andino Tegucigalpa, Honduras Público: Árbitro: |
|                 | Suazo 53' · Calix 56' |       |            |                                                                        |

| 9 de Março 1993 | Costa Rica               | 2 - 0 | Panamá | Estadio Tiburcio Carias Andino Tegucigalpa, Honduras Público: Árbitro: |
|                 | Guthrie 6' · Fonseca 21' |       |        |                                                                        |

| 9 de Março 1993 | Honduras          | 3 - 0 | El Salvador | Estadio Tiburcio Carias Andino Tegucigalpa, Honduras Público: Árbitro: |
|                 | Suazo 35' 43' 79' |       |             |                                                                        |

| Campeão da Copa das Nações UNCAF 1993: Honduras 1º Título |